# Coupe de France de cyclisme sur route 2022
Cet article traite uniquement de la compétition masculine. Pour les résultats de la compétition féminine, voir Coupe de France féminine de cyclisme sur route 2022.
Navigation
Coupe de France 2021 Coupe de France 2023
La Coupe de France de cyclisme sur route 2022 est la 31e édition de la Coupe de France de cyclisme sur route. Elle débute le 30 janvier avec le Grand Prix d'ouverture La Marseillaise et se termine le 2 octobre avec le Tour de Vendée. On retrouve les 16 manches prévues lors de l'édition précédente ainsi que la Mercan'Tour Classic Alpes-Maritimes.

## Attribution des points

### Classements individuels
Comme depuis 2018, tous les coureurs peuvent marquer des points. Le classement général s'établit par l'addition des points ainsi obtenus. Les coureurs de moins de 25 ans concourent pour le classement du meilleur jeune.
| Position | 1er | 2e | 3e | 4e | 5e | 6e | 7e | 8e | 9e | 10e | 11e | 12e | 13e | 14e | 15e |
| Points   | 50  | 35 | 25 | 20 | 18 | 16 | 14 | 12 | 10 | 8   | 6   | 5   | 3   | 3   | 3   |

### Classement par équipes
Le classement par équipes est établi de la manière suivante. Lors de chaque course, on additionne les places des trois premiers coureurs de chaque équipe. L'équipe avec le total le plus faible reçoit 12 points au classement des équipes, la deuxième équipe en reçoit neuf, la troisième équipe en reçoit huit et ainsi de suite jusqu'à la neuvième équipe qui marque deux points. Seules les équipes françaises marquent des points.
| Position | 1re | 2e | 3e | 4e | 5e | 6e | 7e | 8e | 9e |
| Points   | 12  | 9  | 8  | 7  | 6  | 5  | 4  | 3  | 2  |

## Calendrier
Lors de sa présentation, le calendrier est le suivant :
| #  | Date         | Course                              |
| -- | ------------ | ----------------------------------- |
| 01 | 30 janvier   | Grand Prix La Marseillaise          |
| 02 | 17 mars      | Grand Prix de Denain                |
| 03 | 19 mars      | Classic Loire-Atlantique            |
| 04 | 20 mars      | Cholet-Pays de la Loire             |
| 05 | 27 mars      | Roue tourangelle                    |
| 06 | 1er avril    | Route Adélie de Vitré               |
| 07 | 12 avril     | Paris-Camembert                     |
| 08 | 14 mai       | Grand Prix du Morbihan              |
| 09 | 15 mai       | Tro Bro Leon                        |
| 10 | 21 mai       | Tour du Finistère                   |
| 11 | 22 mai       | Boucles de l'Aulne                  |
| 12 | 31 mai       | Mercan'Tour Classic Alpes-Maritimes |
| 13 | 14 août      | Polynormande                        |
| 14 | 4 septembre  | Tour du Doubs                       |
| 15 | 11 septembre | Grand Prix de Fourmies              |
| 16 | 18 septembre | Grand Prix d'Isbergues              |
| 17 | 2 octobre    | Tour de Vendée                      |

| \| GP La Marseillaise GP Denain Classic LA Cholet-PdL Roue tourangelle Route Adélie Paris-Camembert GP Morbihan Tro Bro Leon TdF BdA Mercan'Tour Classic Polynormande Tour du Doubs GP Fourmies GP Isbergues Tour de Vendée \| Localisation des épreuves. |
| GP La Marseillaise GP Denain Classic LA Cholet-PdL Roue tourangelle Route Adélie Paris-Camembert GP Morbihan Tro Bro Leon TdF BdA Mercan'Tour Classic Polynormande Tour du Doubs GP Fourmies GP Isbergues Tour de Vendée                                  |

| GP La Marseillaise GP Denain Classic LA Cholet-PdL Roue tourangelle Route Adélie Paris-Camembert GP Morbihan Tro Bro Leon TdF BdA Mercan'Tour Classic Polynormande Tour du Doubs GP Fourmies GP Isbergues Tour de Vendée |

## Résultats
| #  | Date         | Course                                     | Vainqueur         | Équipe              | Leader du classement individuel | Leader du classement des jeunes | Leader du classement par équipes |
| -- | ------------ | ------------------------------------------ | ----------------- | ------------------- | ------------------------------- | ------------------------------- | -------------------------------- |
| 01 | 30 janvier   | Grand Prix La Marseillaise (2022)          | Amaury Capiot     | Arkéa-Samsic        | Amaury Capiot                   | Francisco Galván                | AG2R Citroën                     |
| 02 | 17 mars      | Grand Prix de Denain (2022)                | Max Walscheid     | Cofidis             | Amaury Capiot                   | Francisco Galván                | AG2R Citroën                     |
| 03 | 19 mars      | Classic Loire-Atlantique (2022)            | Anthony Perez     | Cofidis             | Amaury Capiot                   | Lewis Askey                     | AG2R Citroën                     |
| 04 | 20 mars      | Cholet-Pays de la Loire (2022)             | Marc Sarreau      | AG2R Citroën        | Marc Sarreau                    | Lewis Askey                     | AG2R Citroën                     |
| 05 | 27 mars      | Roue Tourangelle (2022)                    | Nacer Bouhanni    | Arkéa-Samsic        | Marc Sarreau                    | Sandy Dujardin                  | AG2R Citroën                     |
| 06 | 1er avril    | Route Adélie de Vitré (2022)               | Axel Zingle       | Cofidis             | Anthony Perez                   | Axel Zingle                     | AG2R Citroën                     |
| 07 | 12 avril     | Paris-Camembert (2022)                     | Anthony Delaplace | Arkéa-Samsic        | Axel Zingle                     | Axel Zingle                     | AG2R Citroën                     |
| 08 | 14 mai       | Grand Prix du Morbihan (2022)              | Julien Simon      | TotalEnergies       | Amaury Capiot                   | Axel Zingle                     | AG2R Citroën                     |
| 09 | 15 mai       | Tro Bro Leon (2022)                        | Hugo Hofstetter   | Arkéa-Samsic        | Amaury Capiot                   | Axel Zingle                     | AG2R Citroën                     |
| 10 | 21 mai       | Tour du Finistère (2022)                   | Julien Simon      | TotalEnergies       | Julien Simon                    | Axel Zingle                     | AG2R Citroën                     |
| 11 | 22 mai       | Boucles de l'Aulne (2022)                  | Idar Andersen     | Uno-X Pro           | Julien Simon                    | Axel Zingle                     | TotalEnergies                    |
| 12 | 31 mai       | Mercan'Tour Classic Alpes-Maritimes (2022) | Jakob Fuglsang    | Israel-Premier Tech | Julien Simon                    | Axel Zingle                     | AG2R Citroën                     |
| 13 | 14 août      | Polynormande (2022)                        | Franck Bonnamour  | B&B Hotels-KTM      | Julien Simon                    | Axel Zingle                     | TotalEnergies                    |
| 14 | 4 septembre  | Tour du Doubs (2022)                       | Valentin Madouas  | Groupama-FDJ        | Julien Simon                    | Axel Zingle                     | TotalEnergies                    |
| 15 | 11 septembre | Grand Prix de Fourmies (2022)              | Caleb Ewan        | Lotto-Soudal        | Julien Simon                    | Axel Zingle                     | TotalEnergies                    |
| 16 | 18 septembre | Grand Prix d'Isbergues (2022)              | Arnaud Démare     | Groupama-FDJ        | Julien Simon                    | Luca Mozzato                    | TotalEnergies                    |
| 17 | 2 octobre    | Tour de Vendée (2022)                      | Bryan Coquard     | Cofidis             | Julien Simon                    | Luca Mozzato                    | TotalEnergies                    |

## Classements finals
| #  | Coureur           | Équipe         | Pts |
| -- | ----------------- | -------------- | --- |
| 1  | Julien Simon      | TotalEnergies  | 171 |
| 2  | Amaury Capiot     | Arkéa-Samsic   | 133 |
| 3  | Marc Sarreau      | AG2R Citroën   | 129 |
| 4  | Luca Mozzato      | B&B Hotels-KTM | 118 |
| 5  | Clément Venturini | AG2R Citroën   | 115 |
| 6  | Bryan Coquard     | Cofidis        | 107 |
| 7  | Matis Louvel      | Arkéa-Samsic   | 100 |
| 8  | Sandy Dujardin    | TotalEnergies  | 89  |
| 9  | Arnaud Démare     | Groupama-FDJ   | 85  |
| 10 | Axel Zingle       | Cofidis        | 82  |

| #  | Coureur            | Équipe                | Pts |
| -- | ------------------ | --------------------- | --- |
| 1  | Luca Mozzato       | B&B Hotels-KTM        | 118 |
| 2  | Matis Louvel       | Arkéa-Samsic          | 100 |
| 3  | Sandy Dujardin     | TotalEnergies         | 89  |
| 4  | Axel Zingle        | Cofidis               | 82  |
| 5  | Valentin Ferron    | TotalEnergies         | 65  |
| 6  | Idar Andersen      | Uno-X Pro             | 50  |
| 7  | Mathieu Burgaudeau | TotalEnergies         | 38  |
| 8  | Pierre Barbier     | B&B Hotels-KTM        | 38  |
| 9  | Jason Tesson       | Saint Michel-Auber 93 | 38  |
| 10 | Arnaud De Lie      | Lotto-Soudal          | 36  |

| #  | Équipe                           | Pts |
| -- | -------------------------------- | --- |
| 1  | TotalEnergies                    | 129 |
| 2  | AG2R Citroën                     | 126 |
| 3  | Arkéa-Samsic                     | 127 |
| 4  | Cofidis                          | 118 |
| 5  | Groupama-FDJ                     | 92  |
| 6  | B&B Hotels-KTM                   | 85  |
| 7  | Union cycliste Nantes Atlantique | 57  |
| 8  | Saint Michel-Auber 93            | 56  |
| 9  | Go Sport-Roubaix Lille Métropole | 55  |
| 10 | Nice Métropole Côte d'Azur       | 44  |